# Inoffizieller Mitarbeiter
Inoffizieller Mitarbeiter (IM), bis 1968 Geheimer Informator (GI), war in der DDR die MfS-interne Bezeichnung für eine Person, die dem Ministerium für Staatssicherheit (MfS, auch „die Stasi“) verdeckt Informationen lieferte oder auf Ereignisse oder Personen (z. B. durch Zersetzung) steuernd Einfluss nahm, ohne formal für diese Behörde zu arbeiten. Mit seinen zuletzt rund 189.000 Angehörigen deckte das Netz aus inoffiziellen Mitarbeitern nahezu alle gesellschaftlichen Bereiche der DDR ab und bildete somit eines der wichtigsten Herrschaftsinstrumente und Stützen der SED-Diktatur. Auch in der Militärischen Aufklärung der Nationalen Volksarmee wurde eine Kategorie von Informanten, neben Spezialkadern und Agenturischen Mitarbeitern, als Inoffizielle Mitarbeiter bezeichnet. 
Als Motive für die Kooperation werden vor allem politische Ideale genannt. Geld habe offenbar nur eine untergeordnete Rolle gespielt, auch erpresste Zusammenarbeit mit dem DDR-Spitzelapparat sei selten gewesen.
Um sich vom früheren deutschen Polizeivokabular und dem Begriff V-Mann abzusetzen, wurden die Begriffe Geheimer Informator und seit den 1970er Jahren inoffizieller Mitarbeiter vom MfS bewusst gewählt. Die mitunter vorkommende Auflösung des Kürzels IM als „informeller Mitarbeiter“ entstammt der Publizistik der Nachwendezeit.
Nach der deutschen Wiedervereinigung ermöglichte auf der Grundlage des Stasi-Unterlagen-Gesetzes der Bundesbeauftragte für die Stasi-Unterlagen unter unterschiedlichen Bedingungen den vom MfS bearbeiteten Menschen und ihren Angehörigen sowie Behörden, Forschern und Journalisten den Zugang zur schriftlichen Überlieferung des MfS. Dadurch gelangte die Identität zahlreicher inoffizieller Mitarbeiter ans Tageslicht.
IMs leisteten in der DDR die Hauptspitzelarbeit. Jedoch verhielten sich nicht alle IMs tatsächlich denunziatorisch. Manche entzogen sich verabredeten Treffen, beteuerten, keine Informationen erlangt zu haben, oder lieferten ausschließlich positive oder neutrale Berichte. Wissenschaftlich erwiesen ist, dass das MfS weit hinter den eigenen Ansprüchen zurückblieb, allgegenwärtig zu sein.

## Zahl der inoffiziellen Mitarbeiter

IM-Entwicklung des MfS 1950–1989

Das MfS verfügte in allen Bevölkerungsgruppen der DDR über ein Netzwerk aus IMs, das eine landesweite Überwachung von Personenkreisen ermöglichte, zu denen offen als solche zu erkennende Mitarbeiter des MfS keinen Zugang gehabt hätten. So gab es IMs in vielen regimekritischen Gruppen und Organisationen, wie etwa in Künstler- und in Kirchenkreisen, sodass das MfS über die meisten Aktivitäten „feindlich-negativer Personen“ informiert war. In Reihen der Katholischen Kirche in der DDR hat es insgesamt knapp 400 IMs gegeben.
Im Laufe seiner Existenz führte das MfS rund 624.000 Menschen als inoffizielle Mitarbeiter. Ihre Zahl stieg im Kontext innergesellschaftlicher Krisen wie dem Aufstand vom 17. Juni 1953, dem Mauerbau oder der deutsch-deutschen Entspannungspolitik sprunghaft an. Mitte der 1970er Jahre erreichte das IM-Netz mit über 200.000 Mitarbeitern seine größte Ausdehnung. Das Einführen einer veränderten IM-Richtlinie zum Ziel einer weiteren Professionalisierung führte Ende der 1970er Jahre zu einer leicht sinkenden Anzahl von inoffiziellen Mitarbeitern. Zuletzt beschäftigte das MfS noch 173.081 IMs (Stand: 31. Dezember 1988, ohne Hauptverwaltung A). 2010 errechnete eine Studie von Helmut Müller-Enbergs für das Jahr 1989 die Zahl von 189.000 inoffiziellen Mitarbeitern. Somit kam auf 89 DDR-Bürger ein IM. Der Historiker Ilko-Sascha Kowalczuk stellte diese Zahl 2013 in Frage, ohne jedoch eine andere Angabe zur Zahl der inoffiziellen Mitarbeiter zu machen. In Müller-Enbergs’ Hochrechnung seien aber Personen, die unter verschiedenen Decknamen und IM-Kategorien geführt wurden, mehrfach in die Statistik eingegangen. Ebenso habe das MfS viele Personen erfasst, die in der Praxis gar nicht berichtet hätten. Aus diesem Grund habe das MfS 1987 knapp 10.000 IM-Vorgänge als so genannte Karteileichen archiviert. Das MfS selbst habe die Zahl seiner IM 1988 intern mit 110.000 angegeben. Die Hochrechnung der inoffiziellen Mitarbeiter im Ausland stellte Kowalczuk in Frage. Die IM-Zahlen Kowalczuks sind selbst umstritten, da seine Thesen keineswegs empirisch überzeugend fundiert sind. Auch gravierende methodische Fehler in seinen logischen und statistischen Schlussfolgerungen wurden bemängelt. Die Behauptungen Kowalczuks in der Presse, die Zahl der IMs sei nur halb so groß gewesen, wie bisher angenommen, seien unzutreffend und verharmlosend, da sie die massive Ausweitung der Informationsgewinnung des MfS gegen Ende der DDR, der fast jeder zweite DDR-Bürger zum Opfer fiel, nicht berücksichtigt.
Der Arbeitgeber von Kowalczuk, der Bundesbeauftragte für die Stasi-Unterlagen (BStU), hat sich von den Zahlen Kowalczuks inzwischen „faktisch distanziert“. So stellte die Bundesregierung in einer kleinen Anfrage 2013 klar. Der BStU rechne nach wie vor, wie von Müller-Enbergs errechnet, mit einer Gesamtzahl von 189.000 IM, denen die IMK und GMS zugeschlagen werden. Darin enthalten sind nach BStU-Angaben 3000 bis 3500 inoffizielle Mitarbeitern des MfS, die in die Bundesrepublik Deutschland und Berlin (West) wirkten, davon berechnete 1550 von der Hauptverwaltung A. Es ist allerdings seit Bestehen der Stasi-Unterlagenbehörde immer wieder darauf hingewiesen worden, dass IM nicht gleich IM ist, und dass sehr genau der Einzelfall geprüft werden muss, um die individuelle Verantwortlichkeit oder gar Schuld einer Einzelperson zu beurteilen.
Die Einzelfalldifferenzierung gilt sowohl für die Überprüfung des öffentlichen Dienstes wie für die Forschung. Die Überprüfungspraxis und IM-Forschung ist aber wesentlich differenzierter, als von manchen behauptet worden ist. Die Debatte um die Zahlen hat mit der Klarstellung des BStU und dem Verweis auf die Solidität der Zahl von 189.000 IM eine gewisse Beruhigung erfahren.
Inzwischen gibt es Erkenntnisse, dass die Zahl der Informanten des MfS deutlich größer war, als die der IM. Im Wohngebiet stützte sie sich auf Auskunftspersonen (AKP), um Informationen über Nachbarn zu gewinnen. Diese waren in der Regel keine IM. Sie wurden von MfS-Mitarbeitern, meist Hauptamtlichen IM (HIM) unter Legende angesteuert. Sie verschwiegen also den wahren Grund ihrer Neugierde und versuchten als Vertreter der Stadtverwaltung, der Armee, des Zolls ihre Ansprechpartner gesprächig zu machen. AKP wurden in Karteien erfasst, in denen ihre Gesprächsbereitschaft dokumentiert wurde. Stichproben aus Karteien in Rostock und Saalfeld zeigen, dass etwa 18 % bzw. 5,9 % der Bevölkerung als überwiegend gesprächsbereite AKP erfasst waren. Allein die AKP machten in diesen Kommunen ein Vielfaches der Zahl der IM aus. Es gab jedoch weitere Informanten und Kooperationspartner. In Karl-Marx-Stadt (seit 1990 wieder Chemnitz) hielt das MfS Kontakt zu ‚guten Menschen‘, Personen die bereit waren, dem MfS zu helfen. Am Arbeitsplatz, in Betrieben, staatlichen Einrichtungen oder gesellschaftliche Organisationen arbeitete das MfS mit ‚offiziellen‘ Partnern zusammen. Dies waren in der Regel Personen in Schlüsselpositionen, also meist Führungskräfte. Diese wurden meist am Arbeitsplatz selber angesteuert, um Sicherheitsprobleme, meist Personalfragen zu klären. Von solchen Offiziellen Partnern wurde erwartet, dass sie das MfS mit Informationen versorgen, aber auch Hinweise vom MfS entgegennehmen und beim Einsatz von Personal berücksichtigen. Obwohl die Kontakte nicht inoffiziell waren, hatten sie doch überwiegend informellen Charakter. Ansprachen mit offiziellen Partnern konnten in das Schicksal von Menschen eingreifen, und zu Schwierigkeiten bei der Karriere oder in Reiseangelegenheiten führen. Offizielle Zusammenarbeit pflegte das MfS vor allem mit Nomenklaturkadern. Das waren parteiverbundene Funktionäre, die die eigentliche Macht in der SED-Diktatur ausübten.
Die Verteilung der IM fiel regional unterschiedlich aus und schwankte je nach Bezirk zwischen 80 und 160 Einwohnern je inoffiziellem Mitarbeiter. Die größte IM-Dichte wiesen die Bezirke Cottbus, Schwerin und Magdeburg auf, die geringsten Berlin, Halle und Leipzig.
Der überwiegende Teil der inoffiziellen Mitarbeiter war im Inland tätig. Über den Umfang des IM-Netzes im Ausland liegen nur Einzeldaten vor. So wird geschätzt, dass das MfS (einschließlich der Hauptverwaltung A) zuletzt rund 3.000 inoffizielle Mitarbeiter im „Operationsgebiet“ Bundesrepublik sowie 300 bis 400 IMs im westlichen Ausland beschäftigte. Insgesamt wird die Zahl der Bundesbürger, die im Laufe seines Bestehens im Dienst des MfS standen, auf rund 12.000 geschätzt. Von diesen waren viele ehemalige Bürger der DDR, die im Auftrag des MfS in die Bundesrepublik Deutschland übersiedelten. Der Großteil dieser IMs war jedoch in der Bundesrepublik geboren und arbeitete aus Sympathie mit der DDR für das Ministerium für Staatssicherheit.
Die IM waren überwiegend männlich (83 % der IM in der DDR, 72 % der IM in der Bundesrepublik) und gehörten mehrheitlich der SED an (rund jedes 20. Parteimitglied war IM). Besonders stark vertreten war die Gruppe der 25- bis 40-Jährigen (Anteil zwischen 30 und 40 %, gegenüber 24 % in der gesamten DDR-Bevölkerung), die Zahl der Rentner und der unter 25-Jährigen war vergleichsweise gering. Als Motive für die Kooperation nennt Helmut Müller-Enbergs vor allem politische Ideale. Geld habe nach seiner Einschätzung nur eine untergeordnete Rolle gespielt, auch erpresste Zusammenarbeit mit dem DDR-Spitzelapparat sei selten gewesen.

## Tätigkeit
Bei den Informationen handelte es sich in der Regel um Berichte über das Verhalten von Personen aus dem persönlichen oder beruflichen Umfeld des inoffiziellen Mitarbeiters. Häufig wurden von inoffiziellen Mitarbeitern auch engste Freunde und Familienangehörige bespitzelt. Nach der Wende wurden diese Fälle oft enthüllt und führten zur Beendigung von Freundschaft oder Ehe. Ein Teil der inoffiziellen Mitarbeiter handelte aus politischer Überzeugung, andere versprachen sich davon Vergünstigungen oder sie wurden unter Druck gesetzt. Die Kooperationszeit währte durchschnittlich sechs bis zehn Jahre, konnte in Einzelfällen aber auch wesentlich länger dauern.
Die Binnendifferenzierung zwischen den einzelnen inoffiziellen Mitarbeitern war wichtig. Zwischen GMS (gesellschaftlicher Mitarbeiter Sicherheit, also dem öffentlich bekannten staatsloyalen Bürger), dem IMB (inoffizieller Mitarbeiter Beobachtung, für ausländische Nachrichtendienste) und dem IMS (inoffizieller Mitarbeiter Sicherheit) bestanden große Unterschiede. Unter dem Decknamen eines IM wurden auch Sammelakten geführt, die Berichte und Befragungen von Personen enthielten, die selbst keine IM waren. Dies konnten beispielsweise Nachbarn von sicherheitsrelevanten Objekten sein. Menschen, die vom MfS als hartnäckige politische Gegner eingestuft waren (Feindlich-negative Personen), wurden je nach ihrer Bedeutung mit mehreren angeworbenen IM aus ihrem persönlichen Umfeld überwacht.

## IM-Kategorien
In den von 1980 bis 1989 gültigen Richtlinien 1/79 bzw. 2/79 des Ministers für Staatssicherheit, Erich Mielke, wurden die Arbeit der IM geregelt und u. a. die folgend genannten Kategorien festgelegt.

### Inoffizieller Mitarbeiter mit besonderen Aufgaben (IMA)
IMA wurden für „offensive“ Maßnahmen im „Operationsgebiet“ (also der Bundesrepublik) eingesetzt. Vorrangig betraf dies Kontakte zu bundesdeutschen Journalisten, um Informationen in die dortigen Medien zu lancieren. Diese Aufgaben konnten vom IMA dauerhaft, zeitweise oder einmalig durchgeführt werden. Zuletzt verfügte das MfS über 16 bundesdeutsche IMA.

### Inoffizieller Mitarbeiter der Abwehr mit Feindverbindung oder zur unmittelbaren Bearbeitung im Verdacht der Feindtätigkeit stehender Personen (IMB)
IMB waren besonders bedeutsame IM, die in direktem Kontakt zu vom MfS als feindlich eingestuften Personen standen und deren Vertrauen besaßen. Sie wurden direkt zur Arbeit an operativen Vorgängen (OV) eingesetzt. Einzelne IMB konnten hierfür auch in die NSW-Staaten reisen, um dort Personen oder Objekte zu beobachten oder auszukundschaften, und erhielten dafür Geheimdienstmaterialien und Devisen. Von besonderem Interesse für das MfS waren hierbei Mitglieder oppositioneller Gruppen oder kirchliche Funktionäre. Als IMB wurden auch solche Bürger geworben, die für das MfS interessante Beziehungen zu Personen im NSW hatten. Das konnten Mitarbeiter von Vereinen, Organisationen, aber auch von Parteien sein. Interessant waren hierbei Personen, die verwandtschaftliche Beziehungen zu Mitarbeitern der Sicherheitsorgane der Bundesrepublik (beispielsweise in der Polizei, sowie dem Verfassungsschutz oder Bundesnachrichtendienst) hatten. Waren dem MfS solche Verbindungen bekannt, wurde versucht, die Person – ggf. auch mit Druckmitteln – in der DDR anzuwerben. Diese IM-Kategorie entstand 1980 aus der Zusammenlegung der IMF (inoffizieller Mitarbeiter der inneren Abwehr mit Feindverbindungen zum Operationsgebiet) und IMV (inoffizieller Mitarbeiter, der unmittelbar an der Bearbeitung und Entlarvung im Verdacht der Feindtätigkeit stehender Personen mitarbeitet). Bis 1968 wurden sie lediglich als Geheimer Mitarbeiter (GM) bezeichnet. Am 31. Dezember 1987 verfügte das MfS über 3955 IMB.

### Inoffizieller Mitarbeiter im besonderen Einsatz (IME)
IME waren IM, die vom MfS für spezielle Aufgaben eingesetzt wurden. Sie besaßen besondere Kenntnisse (beispielsweise Experten-IM für Handschriftenerkennung oder Toxikologen), waren auf Beobachtungen und Ermittlungen spezialisiert oder in Schlüsselpositionen beschäftigt. An Universitäten oder Akademien sollten sie beispielsweise Forschungstendenzen und wissenschaftliche und administrative Mängel aufdecken. Bis 1968 wurden sie auch als Geheime Mitarbeiter im besonderen Einsatz (GME) bezeichnet. Im Juni 1988 zählte das MfS 7375 IME.

### Inoffizieller Mitarbeiter zur Sicherung der Konspiration und des Verbindungswesens (IMK)
IMK wurden vom MfS für verschiedene logistische Aufgaben eingesetzt. Je nach erbrachter Leistung erhielten sie ein zusätzliches Kürzel, welches die Art der Unterstützung näher angab. So erhielten Personen, die dem MfS konspirative Wohnungen, Zimmer oder Objekte bereitstellten, mit dem vorherigen Kürzel KW (konspirative Wohnung) oder KO (konspiratives Objekt). Jene als Deckadressen oder Decktelefon genutzten IMK, wurden als IMK/DA oder IMK/DT bezeichnet. Personen, die durch sonstige Sicherheitsleistungen die Konspiration gewährleisteten, erhielten die Bezeichnung IMK/S. 1989 verfügte das MfS über insgesamt 30.500 IMK. Hierbei handelte es sich zumeist um Personen, die selbst nur wenige Informationen weitergaben, beim MfS aber besonderes Vertrauen (in Hinblick auf die notwendige Konspiration) besaßen. Vereinzelt wurden auch konspirative Wohnungen und Objekte als IMK registriert, wenn hauptamtliche und inoffizielle MfS-Mitarbeiter diese mit fiktiven oder echten Personaldaten (beispielsweise als Nebenwohnung) anmieteten.

### Inoffizieller Mitarbeiter zur politisch-operativen Durchdringung und Sicherung des Verantwortungsbereiches (IMS)
IMS berichteten in sicherheitsrelevanten Bereichen (Betrieben, gesellschaftlichen Einrichtungen, Forschungs- und Bildungsstätten sowie staatlichen Institutionen) über das Verhalten von Personen. Sie sollten Verdachtsmomente frühzeitig erkennen, vorbeugend und schadensverhütend wirken und die innere Sicherheit in ihrem Verantwortungsbereich gewährleisten. Bis 1968 wurden sie überwiegend unter der Bezeichnung Geheimer Informator (GI) geführt. Mit ihren zuletzt 93.600 Angehörigen bildeten die IMS die größte Kategorie inoffizieller Informanten. Andere Quellen gehen für die 1980er Jahre von einem IMS-Anteil von bis zu 85 Prozent aus.

### Gesellschaftliche Mitarbeiter für Sicherheit (GMS)
Die GMS waren in leitenden Positionen in der Wirtschaft und Verwaltung tätig und sollten offen „parteilich“ und „staatsbewusst“ auftreten. Sie wurden in der Informationsbeschaffung eingesetzt und sollten die anderen inoffiziellen Mitarbeiter entlasten. In der Regel wurden sie nicht zur direkten „Bearbeitung“ von „feindlich-negativen Personen“ eingesetzt. Gegen Ende des MfS gab es etwa 33.300 GMS. Wenngleich sie zum Teil wie IM arbeiteten, wurden GMS vom MfS nicht als IM eingestuft; GMS-Vorgänge unterlagen anderen Richtlinien. Aus diesem Grund plädierte der Historiker Ilko-Sascha Kowalczuk 2013 dafür, diese statistisch nicht als IM zu erfassen.

### Führungs-IM (FIM)
IM mit „Erfahrung in der operativen Arbeit“ konnten „im Auftrag des MfS … unter Anleitung und Kontrolle eines operativen Mitarbeiters“ meist drei bis fünf IM oder GMS führen und anleiten. Bei der Auftragsvergabe und Verbindungshaltung konnten sie weitgehend selbstständig operieren. Bis 1968 wurden sie als Geheime Hauptinformatoren (GHI) bezeichnet. Im Juni 1988 existierten 4.657 FIM. Zusätzlich setzte die Hauptverwaltung A 26 FIM im Bundesgebiet ein.

### IM-Kandidat/IM-Vorlauf
Eine Person, mit der Anbahnungsgespräche mit dem Ziel der Gewinnung zur inoffiziellen Zusammenarbeit beabsichtigt oder geführt worden waren, die aber noch nicht angeworben war, wurde in den Akten als Vorlauf-IM (VL-IM oder V-IM) geführt. Hierzu wurde ein IM-Vorlauf-Vorgang angelegt und zentral erfasst. Oftmals wurden die zu werbenden Personen zuvor einer operativen Personenkontrolle unterzogen. Nach einer erfolgversprechenden Werbung begann die eigentliche Rekrutierungsphase, und der IM-Vorlauf wurde nach Einverständniserklärung des Kandidaten in einen regulären IM-Vorgang umgewandelt. Andernfalls wurde der Vorgang abgebrochen und archiviert oder aber in einen so genannten „Operativen Vorgang“ (OV) umgewandelt, in dem Material zur Druckausübung beigebracht oder andere IM zur Beeinflussung auf den Kandidaten angesetzt wurden.

### Hauptamtlicher Inoffizieller Mitarbeiter (HIM)
Diese Gruppierung wurde ab 1980 vom MfS für langfristige Einsätze ausgewählt und enthielt eine finanzielle Vergütung und soziale Versorgung. Der Einsatz erfolgte unter einem Scheinarbeitsverhältnis in einem „Verantwortungsbereich“ ohne arbeitsrechtliches oder militärisches Dienstverhältnis für das MfS tätig waren und bezahlt wurden. Diese gingen 1986 in den regulären Stellenplan des MfS ein. Sie waren u. a. als Führungs-IM und Ermittler (Inoffizieller Mitarbeiter im besonderen Einsatz) sowie im Operationsgebiet in unterschiedlichen Funktionen tätig. Im Jahr 1982 lag die Anzahl der HIM bei 4.000.

## Historische Aufarbeitung
Bei der Einrichtung der BStU-Behörde wurden ganz offiziell auch zahlreiche hauptamtliche MfS-Mitarbeiter, aber unerkannt auch ungezählte inoffizielle Mitarbeiter eingestellt. Letzteres war möglich, weil die Überprüfung der BStU-Mitarbeiter auf frühere Stasimitarbeit (im Gegensatz zu anderen Behörden) teilweise lax gehandhabt wurde. So soll beispielsweise die erste Leiterin der Schweriner BStU-Zweigstelle öffentlich erklärt haben: „Wir waren übereingekommen, dass jeder sich selbst überprüft.“ 1998 kam der Verdacht auf, dass eine Inoffizielle Stasimitarbeiterin (laut „Spiegel“ IM „Delia“) bis zu diesem Zeitpunkt das Aktenarchiv dieser Zweigstelle leitete.
Bei der historischen Aufarbeitung der DDR-Geschichte ist es wiederholt zu Prozessen gegen Autoren gekommen, die ehemalige inoffizielle Mitarbeiter beim Namen genannt haben. Mehrere ehemalige IM scheiterten 2010 mit dem Versuch, ihre namentliche Nennung zu unterbinden.
Der Missbrauch von Kindern und Jugendlichen als inoffizielle Mitarbeiter des MfS stellt einen gesonderten Forschungsbereich dar.